# L'Oror de Chirac
Louroux-de-Bouble és un municipi francès, situat al departament de l'Alier i a la regió d'Alvèrnia-Roine-Alps. L'any 2007 tenia 291 habitants.

## Economia
El 2007 la població en edat de treballar era de 136 persones, 85 eren actives i 51 eren inactives. De les 85 persones actives 80 estaven ocupades (47 homes i 33 dones) i 5 estaven aturades (4 homes i 1 dona). De les 51 persones inactives 20 estaven jubilades, 11 estaven estudiant i 20 estaven classificades com a «altres inactius».

### Ingressos
El 2009 a Louroux-de-Bouble hi havia 118 unitats fiscals que integraven 267 persones, la mediana anual d'ingressos fiscals per persona era de 14.019 €.

### Activitats econòmiques
Dels 18 establiments que hi havia el 2007, 1 era d'una empresa alimentària, 2 d'empreses de fabricació de material elèctric, 1 d'una empresa de fabricació d'altres productes industrials, 3 d'empreses de construcció, 3 d'empreses de comerç i reparació d'automòbils, 4 d'empreses de transport, 1 d'una empresa d'hostatgeria i restauració, 1 d'una empresa immobiliària, 1 d'una entitat de l'administració pública i 1 d'una empresa classificada com a «altres activitats de serveis».
Dels 5 establiments de servei als particulars que hi havia el 2009, 1 era una oficina de correu, 1 fusteria, 1 electricista, 1 perruqueria i 1 restaurant.
Dels 3 establiments comercials que hi havia el 2009, 1 era una fleca, 1 una carnisseria i 1 una llibreria.
L'any 2000 a Louroux-de-Bouble hi havia 9 explotacions agrícoles.

## Demografia

### Població
El 2007 la població de fet de Louroux-de-Bouble era de 291 persones. Hi havia 124 famílies de les quals 36 eren unipersonals (24 homes vivint sols i 12 dones vivint soles), 44 parelles sense fills, 32 parelles amb fills i 12 famílies monoparentals amb fills.
La població ha evolucionat segons el següent gràfic:
Habitants censats

### Habitatges
El 2007 hi havia 214 habitatges, 123 eren l'habitatge principal de la família, 62 eren segones residències i 29 estaven desocupats. 210 eren cases i 3 eren apartaments. Dels 123 habitatges principals, 96 estaven ocupats pels seus propietaris, 21 estaven llogats i ocupats pels llogaters i 6 estaven cedits a títol gratuït; 1 tenia una cambra, 3 en tenien dues, 26 en tenien tres, 23 en tenien quatre i 70 en tenien cinc o més. 92 habitatges disposaven pel capbaix d'una plaça de pàrquing. A 72 habitatges hi havia un automòbil i a 39 n'hi havia dos o més.

### Piràmide de població
La piràmide de població per edats i sexe el 2009 era:
| Homes | Edats   | Dones |
| ----- | ------- | ----- |
| 0     | 95 o +  | 0     |
| 4     | 90 a 94 | 4     |
| 4     | 85 a 89 | 4     |
| 0     | 80 a 84 | 12    |
| 8     | 75 a 79 | 24    |
| 16    | 70 a 74 | 8     |
| 20    | 65 a 69 | 8     |
| 4     | 60 a 64 | 8     |
| 8     | 55 a 59 | 12    |
| 8     | 50 a 54 | 4     |
| 8     | 45 a 49 | 0     |
| 4     | 40 a 44 | 12    |
| 12    | 35 a 39 | 4     |
| 4     | 30 a 34 | 0     |
| 8     | 25 a 29 | 4     |
| 4     | 20 a 24 | 4     |
| 8     | 15 a 19 | 4     |
| 12    | 10 a 14 | 0     |
| 12    | 5 a 9   | 8     |
| 8     | 0 a 4   | 8     |

## Equipaments sanitaris i escolars
El 2009 hi havia una escola elemental integrada dins d'un grup escolar amb les comunes properes formant una escola dispersa.

## Poblacions més properes
El següent diagrama mostra les poblacions més properes.